# Jens Adolf Jerichau
Jens Adolf Jerichau (Assens, Fyn sziget, 1816. április 17. – Koppenhága, 1883. július 25.) dán szobrász.

## Élete
Koppenhágában tanult, azután 1839-től fogva Rómában képezte tovább magát. A 19. századi dán szobrászok legkiválóbbika. Műveinek egy része, mint a Nagy Sándor menyegzőjét Roxanéval ábrázoló dombormű a christiansborgi királyi kastélyban, Herakles és Hebe nagy szoborcsoportja Thorwaldsen és az antik művészet hatása alatt áll; másrészt azonban, főleg azon szoborcsoportjaiban, mely egy vadász és párduc küzdelmét ábrázolja, híven ragaszkodik a természethez. Egyéb kitűnő szoborművei: A fürdő leányok; Krisztus föltámadása stb. 
Felesége Elisabeth Jerichau-Baumann német festőnő volt.